# Víctor Gomis
Víctor Gomis (Crevillente, Alicante, España, 1 de noviembre de 1982) es un futbolista español. Juega de defensa y su equipo actual es el Crevillente Deportivo del grupo V en la Preferente Valenciana.

## Trayectoria
Antes de integrar la primera plantilla del Elche Club de Fútbol jugó en el Elche Club de Fútbol Ilicitano. Posteriormente fue contratado por el Club Polideportivo Ejido de la Segunda División B. Más tarde, fue contratado por el CD Castellón equipo del que queda libre tras su descenso a tercera división. Posteriormente jugó en el Club Deportivo Denia. En la actualidad pertenece al Crevillente Deportivo.
Puede jugar en cualquiera de las posiciones de la línea de retaguardia y en los últimos años -esta es su cuarta temporada en el Huracán- se ha caracterizado por dar un gran rendimiento en ambos laterales.

## Clubes
| Club                     | País   | Año       |
| ------------------------ | ------ | --------- |
| Villajoyosa CF           | España | 2003-2004 |
| Rayo Vallecano           | España | 2004-2005 |
| Elche CF                 | España | 2005-2008 |
| Crevillente Deportivo    | España | 2008-2009 |
| Club Polideportivo Ejido | España | 2009      |
| Zamora Club de Fútbol    | España | 2009-2010 |
| CD Castellón             | España | 2010-2012 |
| CD Denia                 | España | 2012      |
| Huracán Valencia CF      | España | 2012-2016 |
| Orihuela CF              | España | 2016      |
| Olímpic de Xàtiva        | España | 2016      |
| Crevillente Deportivo    | España | 2016-     |